# SHORT CIRCUIT (バンド)
SHORT CIRCUIT（ショートサーキット）は、日本の3ピースオルタナティヴ・ロック・バンドである。略称はショーサキ。
1997年4月に結成し、2006年7月に解散。近年は所属する音楽レーベル「3P3B」の周年イベントなどの機会に幾度か再結成をしている。

## メンバー
- 原直央（VOCAL & BASS） -  解散後はASPARAGUS、Noshowを結成して活動
- 黒澤譲治（GUITAR） - 解散後はFINE LINESを結成して活動
- 前田守康（DRUMS）

## ディスコグラフィー

### アルバム
- BREAK YOUR WALL (1998年)
- Songs like a self-portrait (2000年)
- Strange World Wandering Mind (2002年)

### シングル
- LETTER (2001年)